# Eugene Amo-Dadzie
Eugene Amo-Dadzie (* 22. Juni 1992) ist ein britischer Leichtathlet, der sich auf den Sprint spezialisiert hat.

## Sportliche Laufbahn
Erste internationale Erfahrungen sammelte Eugene Amo-Dadzie, der erst sehr spät mit der Leichtathletik begann, im Jahr 2023, als er bei den Halleneuropameisterschaften in Istanbul mit 6,64 s im Halbfinale im 60-Meter-Lauf ausschied. Im Juni siegte er in 9,93 s im 100-Meter-Lauf beim Horst Mandl Memorial in Graz und blieb damit erstmals unter der 10-Sekunden-Marke. Im August schied er über diese Distanz mit 10,03 s im Halbfinale bei den Weltmeisterschaften in Budapest und belegte mit der britischen 4-mal-100-Meter-Staffel in 37,80 s den vierten Platz.

## Persönliche Bestzeiten
- 100 Meter: 9,93 s (+0,1 m/s), 16. Juni 2023 in Graz
  - 60 Meter (Halle): 6,60 s, 23. Januar 2022 in London